# العلاقات الإسرائيلية الميكرونيسية
العلاقات الإسرائيلية الميكرونيسية هي العلاقات الثنائية التي تجمع بين إسرائيل وولايات ميكرونيسيا المتحدة.

## مقارنة بين البلدين
هذه مقارنة عامة ومرجعية للدولتين:
| وجه المقارنة                                              | إسرائيل                                                             | ولايات ميكرونيسيا المتحدة |
| --------------------------------------------------------- | ------------------------------------------------------------------- | ------------------------- |
| المساحة (كم2)                                             | 20.77 ألف                                                           | 702                       |
| عدد السكان (نسمة)                                         | 8.89 مليون                                                          | 105.54 ألف                |
| الكثافة السكانية (ن./كم²)                                 | 428.02                                                              | 15.03 ألف                 |
| العاصمة                                                   | القدس                                                               | باليكير                   |
| اللغة الرسمية                                             | اللغة العبرية، اللغة العربية                                        | لغة إنجليزية              |
| العملة                                                    | شيكل إسرائيلي جديد، شيكل إسرائيلي قديم، جنيه فلسطيني، جنيه إسرائيلي | دولار أمريكي              |
| الناتج المحلي الإجمالي (بليون دولار)                      | 350.85 مليار                                                        | 336.43 مليون              |
| الناتج المحلي الإجمالي (تعادل القوة الشرائية) بليون دولار | 306.51 مليار                                                        | 365.27 مليون              |
| الناتج المحلي الإجمالي الاسمي للفرد دولار أمريكي          | 35.73 ألف                                                           | 3.02 ألف                  |
| الناتج المحلي الإجمالي للفرد دولار أمريكي                 | 36.58 ألف                                                           |                           |
| مؤشر التنمية البشرية                                      | 0.899                                                               | 0.640                     |
| رمز المكالمات الدولي                                      | +972                                                                | +691                      |
| رمز الإنترنت                                              | .il                                                                 | .fm                       |
| المنطقة الزمنية                                           | توقيت إسرائيل، Israel Summer Time ‏                                  |                           |

## منظمات دولية مشتركة
يشترك البلدان في عضوية مجموعة من المنظمات الدولية، منها:
| علم المنظمة | اسم المنظمة                               | تاريخ انضمام إسرائيل | تاريخ انضمام ولايات ميكرونيسيا المتحدة |
| ----------- | ----------------------------------------- | -------------------- | -------------------------------------- |
|             | مؤسسة التنمية الدولية                     | 22 ديسمبر 1960       | 24 يونيو 1993                          |
|             | الأمم المتحدة                             | 11 مايو 1949         | 17 سبتمبر 1991                         |
|             | المركز الدولي لتسوية المنازعات الاستشارية | 22 يوليو 1983        | 24 يوليو 1993                          |
|             | الاتحاد الدولي للاتصالات                  | 24 يونيو 1948        | 18 مارس 1993                           |
|             | البنك الدولي للإنشاء والتعمير             | 12 يوليو 1954        | 24 يونيو 1993                          |
|             | مؤسسة التمويل الدولية                     | 26 سبتمبر 1956       | 24 يونيو 1993                          |
|             | وكالة ضمان الاستثمار متعدد الأطراف        | 21 مايو 1992         | 11 أغسطس 1993                          |
|             | يونسكو                                    | 16 سبتمبر 1949       | 19 أكتوبر 1999                         |

## وصلات خارجية
- موقع وزارة الخارجية الإسرائيلية